# Копылов, Николай Степанович
Николай Степанович Копылов  — горный инженер, управитель Кушвинского завода, управитель Верхнетуринского завода в 1901—1905 годах, управитель Баранчинского завода в 1905—1907 годах.

## Биография
В 1887 году окончил Горный институт по 2 разряду вместе с Василием Грамматчиковым.
После окончания Горного института состоял при Главном горном управлении и был откомандирован в распоряжение Бакинского комитета для надзора за браком нефтяных продуктов, затем на Невьянские заводы наследников Яковлева.
Был помощником горного начальника, смотрителем завода и инженер для разведок в Гороблагодатском горном округе, управителем Кушвинского завода, затем управителем Верхнетуринского завода в 1901—1905 годах. Являлся управителем Баранчинского завода в 1905—1907 годах. Затем помощником горного начальника Олонецкого горного округа, управителем Александровского завода в 1905—1906 годах.
На 1910 год продолжал состоять при Главном горном управлении и был откомандирован для технических занятий в Камское акционерное общество железо и сталеделательных заводов.
Являлся гласным Пермского уездного собрания.
Семья
В газете «Пермские губернские ведомости» за 10 июня 1887 года Камышловское уездное по воинской повинности присутствие объявило в розыск сына Александра 1866 года рождения, подлежащего отбытию воинской повинности, но место жительство которого было неизвестно.
Память
В Перми сохранился «Доходный дом Копылова» по адресу улица Пермская, дом 51.

## Вклад в науку
В июне 1899 года принимал участие в уральской экспедиции Д. И. Менделеева, что отмечено в книге «Уральская железная промышленность в 1899 году».

## Награды
За свои достижения был неоднократно отмечен наградами:
- 1887 — коллежский секретарь;
- 1897 — титулярный советник;
- 1898 — орден Святого Станислава III степени;
- 1899 — коллежский асессор;
- 1902 — надворный советник.
- 1902 — орден Святой Анны III степени;
- 4.11.1904 — коллежский советник.